# Crassispira phasma
Crassispira phasma är en snäckart som beskrevs av Jeanne Sanderson Schwengel 1940. Crassispira phasma ingår i släktet Crassispira och familjen Turridae. Inga underarter finns listade i Catalogue of Life.